# 줄리 화이트
줄리 화이트(Julie White, 1961년 6월 4일 ~ )는 미국의 배우이다.

## 출연 작품
- 트랜스포머2